# Феллоуз, Джулиан
Джу́лиан Алекса́ндр Ки́тчнер-Фе́ллоуз, барон Фе́ллоуз Уэстста́ффордский (англ. Julian Alexander Kitchener-Fellowes, Baron Fellowes of West Stafford; род. 17 августа 1949, Каир, Египет) — английский писатель, сценарист, кинорежиссёр, актёр, аристократ. Заместитель председателя совета графства Дорсет по делам территориальной армии.

## Биография
Родился в Каире в семье дипломата и арабиста Перегрина Эдварда Ланселота Феллоуза, который помогал императору Эфиопии Хайле Селассие I вернуть трон во время Второй мировой войны.
Джулиан Феллоуз получил хорошее образование: сначала учился в престижной частной школе в Лондоне, затем в католическом колледже Ampleforth College. После поступил в Кембриджский университет, где стал членом театрального клуба «Footlights».

## Творчество

### Сценарии
- телесериал «Маленький лорд Фаунтлерой» (1995)
- телесериал «Принц и нищий» (1996)
- фильм «Госфорд-парк» (2001), в 2002 году получил «Оскара» за лучший оригинальный сценарий.
- экранизация одноимённой пьесы Оскара Уайльда «Как важно быть серьёзным» (2002)
- фильм «Два брата» (2004)
- фильм «Ярмарка тщеславия» (2004)
- фильм «Джим с Пиккадилли» (2004)
- телесериал «Самые таинственные убийства» (2004—2005), 4 эпизода
- фильм «Телохранитель по найму» (Separate Lies, 2005)
- фильм «Молодая Виктория» (2009)
- телефильм «Из времени во время» (2009), адаптация романа Люси М. Бостон. Феллоуз также режиссировал этот фильм.
- фильм «Турист» (2010)
- телесериал «Аббатство Даунтон» (2010—2015), получил премию «Эмми» в 2011 году за сценарий к мини-сериалу.
- телесериал «Титаник» (2012)
- фильм «Ромео и Джульетта» (2013), адаптация шекспировской пьесы
- фильм «Скрюченный домишко» (2013), адаптация одноимённого романа Агаты Кристи
- телесериал «Доктор Торн» (2016), адаптация новеллы Энтони Троллопа
- фильм «Сопровождающая» (2018)
- телесериал «Игра родом из Англии» (2020)
- телесериал «Белгравия» (2020), адаптация собственного романа
- телесериал «Позолоченный век» (2021).

### Романы
- В 2004 году Феллоуз опубликовал роман «Снобы», посвящённый жизни современной британской аристократии. Роман был переведён на русский язык и издан в 2005 году издательством «RedFish/Амфора»[2].
- В 2009 году выпустил роман «Несовершенное прошлое».
- В 2016 году в свет выходит роман «Белгравия», действие которого происходит в Англии в 1840-х годах. Это история о жизни состоятельного семейства Тренчардов, а также аристократической династии Белласисов.

### Телевидение и кинофильмы
Снимался более чем в 50 фильмах и сериалах, в частности, в британском телефильме «Алый Первоцвет» (англ. «Scarlet Pimpernel») (1982), в телевизионном сериале «Наши северные друзья» (англ. «Our Friends from the North») (1996), сериале «Аристократы» (1999) (англ. «Aristocrats») и в восемнадцатом кинофильме об английском супер-агенте Джеймсе Бонде «Завтра не умрёт никогда» (1997) в эпизодической роли министра обороны.
Джулиан Феллоуз срежиссировал два фильма: «Из времени во время» (2009) (англ. «From Time to Time») и «Телохранитель по найму» (2005) (англ. «Separate Lies»). Является продюсером трёх фильмов и трёх телевизионных сериалов.